# Sykehouse
Sykehouse är en ort och civil parish i Doncaster i Storbritannien. Den ligger i grevskapet South Yorkshire och riksdelen England, i den centrala delen av landet, 240 km norr om huvudstaden London. Sykehouse ligger 7 meter över havet och antalet invånare är 438.
Terrängen runt Sykehouse är mycket platt. Runt Sykehouse är det tätbefolkat, med 493 invånare per kvadratkilometer. Närmaste större samhälle är Doncaster, 14,6 km söder om Sykehouse. Trakten runt Sykehouse består till största delen av jordbruksmark.